# Neresi
Neresi (in croato Nerežišća) è un comune di 864 abitanti della Regione spalatino-dalmata in Croazia nell'isola di Brazza.

## Monumenti e luoghi d'interesse
Nei pressi di Neresi si trova l'eremo di Piaggia, importante romitorio costruito nel 1551.

## Società

### La presenza autoctona di italiani
Vi fu una comunità di italiani autoctoni che rappresentano una minoranza residuale di quelle popolazioni italiane che abitarono per secoli la penisola dell'Istria e le coste e le isole del Quarnaro e della Dalmazia, territori che appartennero alla Repubblica di Venezia.
Secondo il censimento austriaco del 1880 erano presenti 244 italiani, in quello del 1890 vi erano 212 italiani e in quello del 1900 risultarono diminuiti con 42 italiani.

## Località
Il comune di Neresi è suddiviso in 2 frazioni (naselja) di seguito elencate. Tra parentesi il nome in lingua italiana, generalmente desueto.
- Donji Humac (Cumaz Inferiore)
- Dračevica (Dracevizza della Brazza)
- Nerežišća (Neresi), sede comunale